# Donnervogel (Mythologie)

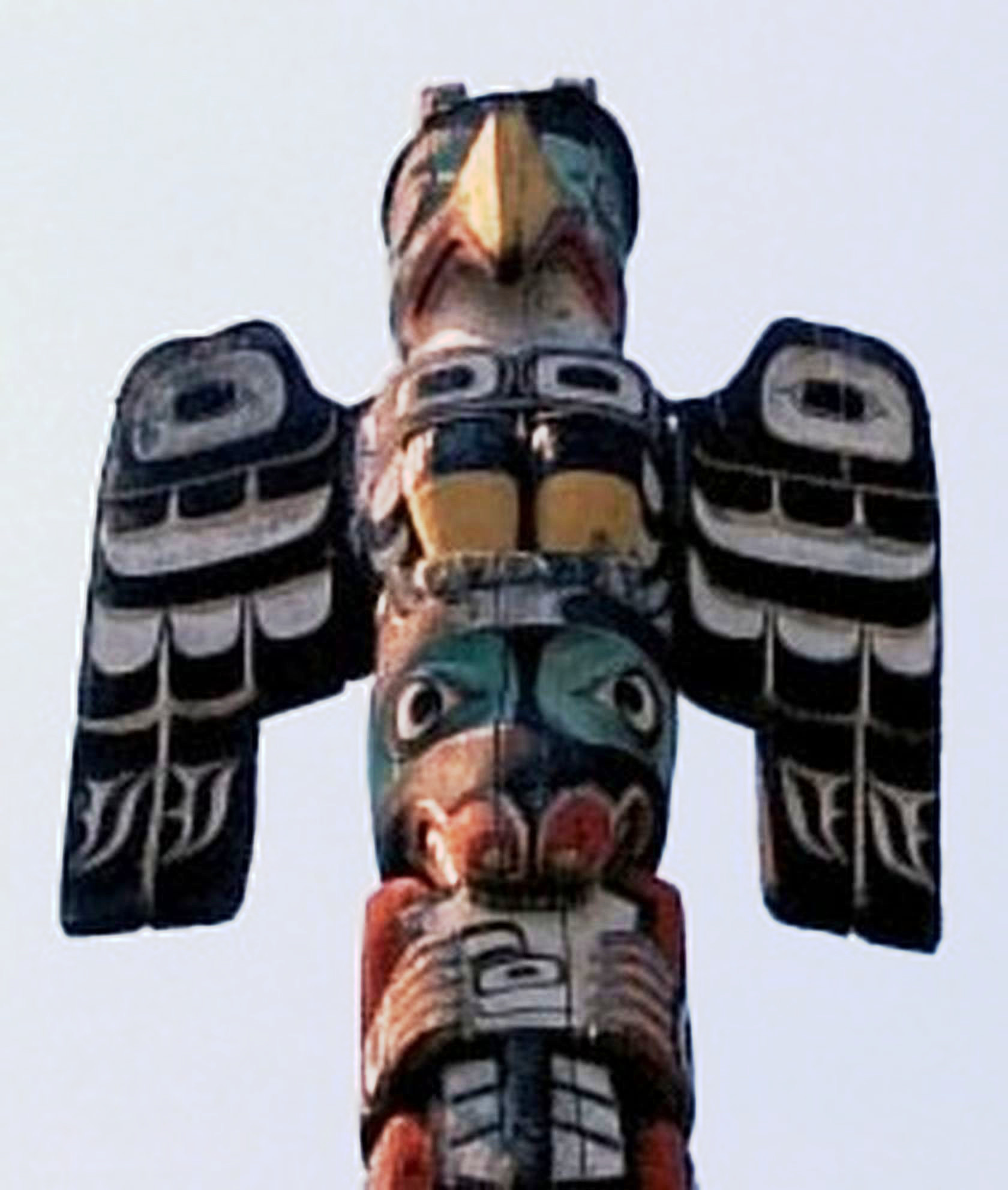
Donnervogel auf einem Totempfahl der Kwakwaka'wakw

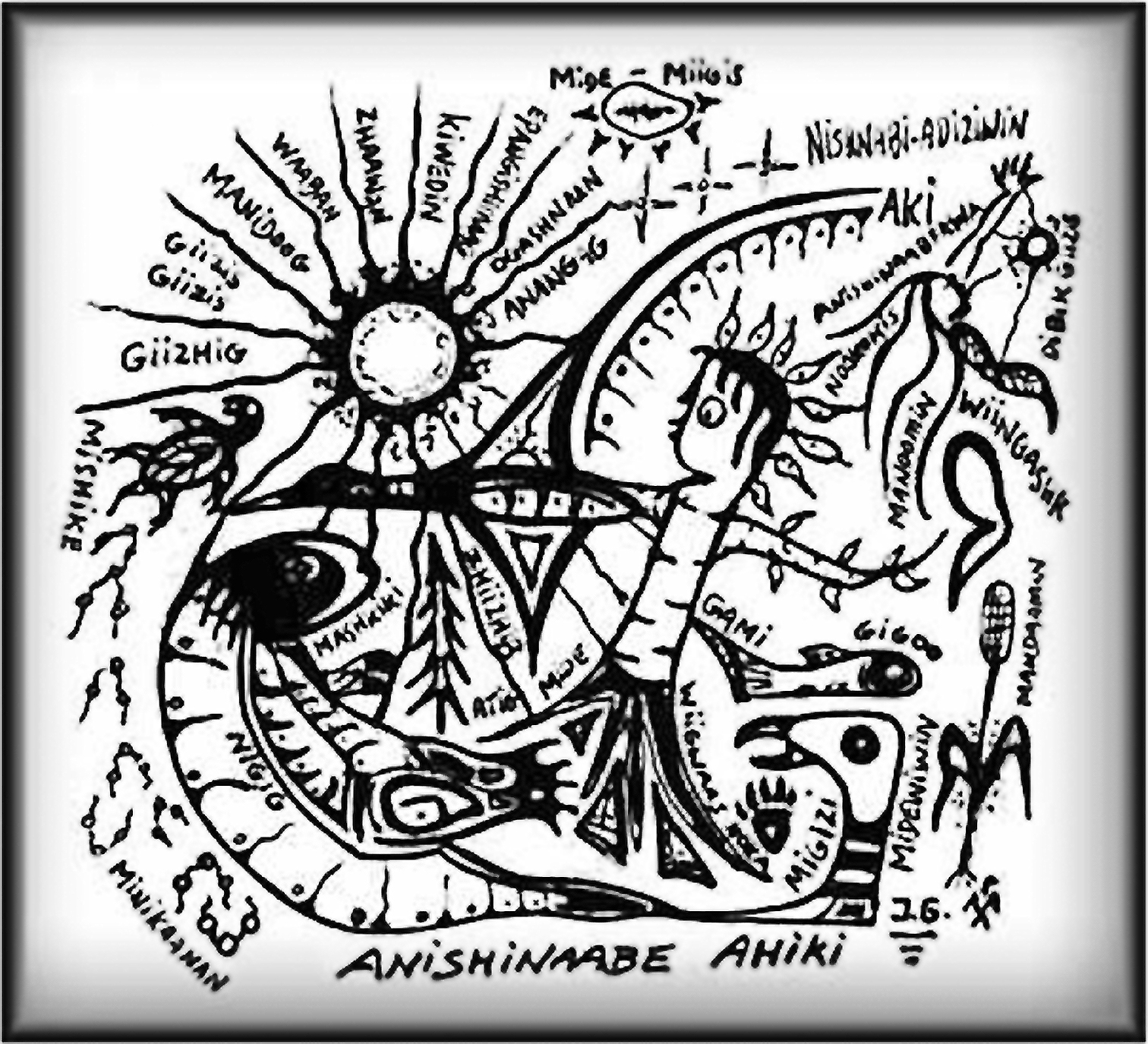
Das Universum der Anishinabe mit dem Donnervogel „animikii-binesiwag“ im Zentrum

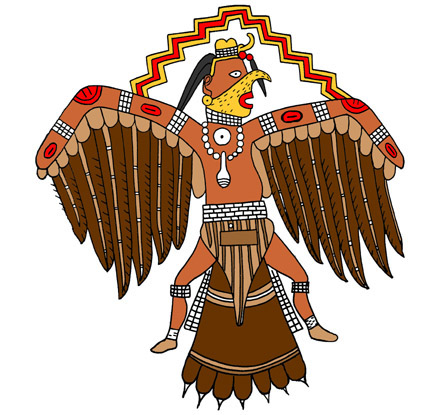
Der „Vogelmann“ der Mississippi-Kultur bezieht sich vermutlich auf den Donnervogel

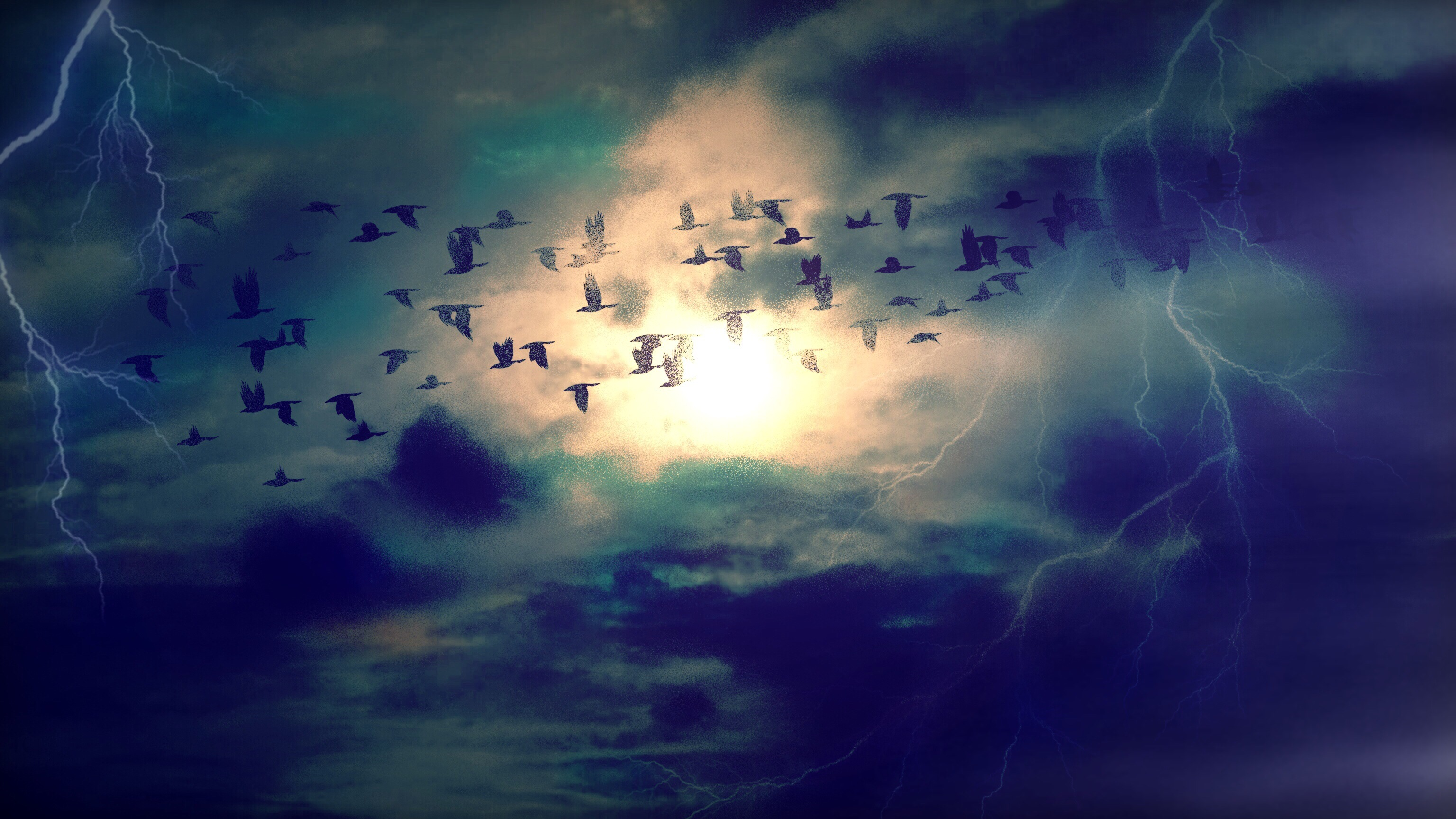
Eine mögliche Erklärung des Mythos ist der zeitliche Zusammenhang zwischen Vogelzug und Gewittersaison

Der Begriff Donnervogel (englisch: thunderbird) stammt aus der Mythologie der Indianer Nordamerikas, die mit diesem Fabelwesen einen gewaltigen und mächtigen Vogel assoziiert. Je nach Volk hat er etwa die Gestalt eines gewaltigen Raben, eines Adlers oder auch eines Truthahns. Er ist eines der wenigen Elemente der indianischen Mythologie, die bei nahezu allen indigenen Völkern Nordamerikas zu finden ist. Viele Totempfähle der Nordwestküstenkultur und bildliche Darstellungen bei vielen anderen Ethnien zeugen davon.

## Beschreibung
Je nach Darstellung ist der Donnervogel ein Einzelwesen oder eine Gattung. Immer aber ist er intelligent, mächtig und zorngeladen. Alle Darstellungen stimmen darin überein, dass man ihn tunlichst nicht verärgern sollte.
In der Sprache der Lakota heißt dieses Fabelwesen „Wakinyan“, was so viel wie „heilige Schwingen“ bedeutet. Die Spannweite seiner Flügel soll die doppelte Länge eines Kanus betragen. Mit dem Schlag seiner Flügel löst er Stürme aus und ballt die Wolken zusammen. Der Donner ist das Geräusch seines Flügelschlages und Blitze sind leuchtende Schlangen, die er mit sich trägt. In den Masken der Ureinwohner wird er vielfarbig dargestellt, mit zwei gedrehten Hörnern auf dem Kopf und manchmal mit einem zahnbewehrten Schnabel.
In den Mythen der Ureinwohner an der amerikanischen Pazifikküste lebt der Donnervogel auf dem Gipfel eines Berges und ist ein Götterbote und Diener des großen Geistes.
Die kanadischen Ureinwohner erzählen von einer Gattung Donnervogel, deren Angehörige sich in Menschen verwandeln konnten, indem sie ihren Schnabel wie eine Maske abnahmen und aus ihrem Federkleid schlüpften. Es gibt Geschichten von Donnervögeln, die in menschliche Familien eingeheiratet haben, und Familien, die ihren Ursprung auf solche Ehen zurückführen. Eine andere Geschichte erzählt von reinrassigen Donnervogel-Clans, die an der Nordspitze Vancouvers in menschlicher Gestalt lebten. Ihre Herkunft geriet bei den benachbarten Stämmen schnell in Vergessenheit und als einer dieser Stämme sie eines Tages überfiel und zu versklaven versuchte, legten sie ihr Federkleid wieder an und verwandelten sich zurück in Donnervögel, um Rache zu nehmen.
Bei den Kwakiutl, Haida und Tlingit der Westküste ist der Donnervogel mit Walen assoziiert, die er mit Hilfe der mythischen Lichtschlangen tötet und frisst. In zwei- und dreidimensionalen Darstellungen durch Künstler dieser Völker wird der Donnervogel mit weit ausgebreiteten Schwingen und einem hakenartigen Schnabel sowie meist mit einem eingerollten Fortsatz am Kopf gezeigt. In den Klauen hält er gelegentlich einen Wal oder ein Walgerippe.

## Mythologische Interpretation
Claude Lévi-Strauss und andere Ethnologen interpretierten den Donnervogel als Symbol für die mythisch-logische Verbindung zwischen dem alljährlichen Vogelzug und der Gewittersaison: In jedem Jahr kommen die ersten Gewitter zur gleichen Zeit wie die Zugvögel und enden gleichfalls, wenn die Zugvögel wieder gen Norden fliegen. Die Donnervögel sind in diesem Sinne die Herrscher der Himmelswelt. Mit ihren Augen erzeugen sie die Blitze, ihre Sprache ist das Donnergrollen und die herannahende Wolkenfront repräsentiert ihre Körper. Auf diese Weise entsteht eine symbolische Erklärung für den Wechsel der Jahreszeiten und die Verbindung zwischen Himmel und Erde mit einer eingängigen Personifizierung für die Kräfte, die diese Phänomene verursachen.

## Außermythologische Verwendung
Im Film Phantastische Tierwesen und wo sie zu finden sind ist der Protagonist Newt Scamander im Besitz eines Donnervogels, den er wieder auswildern will, nachdem dieser in Gefangenschaft geraten ist.
In der Videospiel-Reihe Pokémon gibt es das legendäre Pokémon Zapdos, das auf dem Donnervogel basiert und dementsprechend auch die Typen Elektro/Flug hat.

Donnervogel-Emblem der Air Demonstration Squadron der US Air Force

## Übertragene Bedeutung
Die US Air Force hat ihre Kunstflugzeugstaffel nach dem Donnervogel benannt: United States Air Force Thunderbirds.
Der Automobilhersteller Ford benannte das PKW-Modell Ford Thunderbird ebenfalls danach.